# Юникон
Серия жилых домов «Юникон» (типы И-1834 и И-1835) включает в себя элитные объекты недвижимости высотой до пяти этажей (с возможностью увеличения до пятнадцати по проектным решениям). Каждый дом вмещает до тридцати квартир, из которых на последних двух этажах часто располагаются двухуровневые варианты.
Планировочные решения квартир в серии «Юникон» характеризуются просторными кухнями, прихожими и возможностью гибкой адаптации внутреннего пространства. Монолитное каркасное строительство позволяет объединять несколько квартир на одном этаже для создания более просторных жилых комплексов, сохраняя при этом изолированные комнаты во всех помещениях. В двух-, трех- и четырехкомнатных квартирах предусмотрены кладовые для дополнительного хранения.
Серия «Юникон» представляет собой уникальное архитектурное решение в монолитном строительстве, не имеющее аналогов на российском и международном рынках недвижимости.

### Площади квартир
| Комнатность          | Общая, м² | Жилая, м²   | Кухня, м² |
| -------------------- | --------- | ----------- | --------- |
| 1-комнатная квартира | 48-52     | 19-23       | 9-11      |
| 2-комнатная квартира | 48-52     | 30-36       | 10-12     |
| 3-комнатная квартира | 85-88     | \| 52-60 \| | 10-13     |
| 4-комнатная квартира | 114-117   | 68-83       | 12-13     |
| 52-60                |           |             |           |

Все жилые помещения в многоквартирных домах серии "Юникон" имеют изолированный характер. В квартирах, за исключением однокомнатных, предусмотрены дополнительные помещения, классифицируемые как "темные комнаты".

##### Подробные характеристики
| Количество секций (подъездов) | 1 |
| Количество этажей             | 5, 6. Первый этаж чаще всего жилой. |
| Высота потолков               | 2,78 м. |
| Лифты                         | грузопассажирский 630 кг. |
| Балконы                       | остекленные лоджии и/или балконы, эркеры |
| Санузлы                       | В однокомнатных квартирах предусмотрено наличие совмещенного санузла, в двухкомнатных квартирах санузлы раздельные, в трех- и четырехкомнатных квартирах предусмотрено наличие двух санузлов. |
| Лестницы                      | обычные, без общего эвакуационного балкона |
| Мусоропровод                  | с загрузочным клапаном на каждом этаже |
| Вентиляция                    | естественная вытяжная в сантехкабине (санузле) и в коридоре |
| Стены и облицовка             | Наружные стены здания выполнены из бетонных блоков с пенополистирольным утеплителем марки «Юникон». Стены первых этажей утеплены с использованием кирпичной кладки. Внутренние межквартирные стены представляют собой железобетонные конструкции, а перегородки между помещениями изготовлены из пенобетонных блоков. Несущие конструкции здания включают межквартирные стены, выполняющие функцию каркаса. Перекрытия здания выполнены из крупноразмерных многопустотных железобетонных плит толщиной 22 сантиметра. Штукатурка наружных стен выполнена в двух цветовых решениях: белом с голубым и светло-сером оттенках. |
| Тип кровли                    | \| плоская \| |
| Количество квартир на этаже   | 4, 5, 6 |
| Годы строительства            | с 1999 по 2004 |
| Перспектива сноса             | Сносу не подлежат, капремонта не требуют. |
| Производитель                 | Юникон |
| Проектировщики                | Юникон |
| плоская                       | |

##### Достоинства и недостатки данной серии —
Преимущества:
- Просторные кухни с эркерами.
- Большие площади жилых помещений.
- Современные планировки квартир, включающие наличие холла.
- Наличие двухуровневых жилых помещений.

Недостатки:
- Пенополистирол не является оптимальным материалом для использования в климатических условиях Российской Федерации.
- В начале 1960-х годов в городе Москве были возведены экспериментальные жилые здания с пластиковыми внешними стенами. На текущий момент все указанные объекты снесены.

### Расположение в Москве и Московской области
В городе Москве многоквартирные жилые здания серии Юникон (проекты И-1834 и И-1835) возведены в районе Южное Бутово, а именно в микрорайонах А и 5А.
В Московской области и других субъектах Российской Федерации строительство жилых домов серии Юникон не осуществлялось.